# Rhinopias
Rhinopias is een geslacht van straalvinnige vissen uit de familie van schorpioenvissen (Scorpaenidae). Het geslacht is voor het eerst wetenschappelijk beschreven in 1905 door Gill.

## Soorten
- Rhinopias aphanes Eschmeyer, 1973 – Wierschorpioenvis
- Rhinopias argoliba Eschmeyer, Hirosaki & Abe, 1973
- Rhinopias cea Randall & DiSalvo, 1997
- Rhinopias eschmeyeri Condé, 1977
- Rhinopias filamentosus (Fowler, 1938)
- Rhinopias frondosa (Günther, 1892)
- Rhinopias xenops (Gilbert, 1905)